# Abhishek Bachchan
Abhishek Bachchan (en hindi: , अभिषेक बच्चन) (Bombai, 5 de febrer de 1976) és un actor i productor de cinema indi.
Fill de dos actors mítics de Bollywood, Amitabh i Jaya Bachchan, va començar a actuar el 2000 amb Refugee. Malgrat uns debuts més aviat mediocres, va demostrar el seu talent sota la direcció de Mani Ratnam en la pel·lícula Yuva (2004). A aquesta van seguir altres èxits com Bunty Aur Babli, Sarkar, Dus, Bluffmaster, Sarkar Raj ou Guru, en els quals ha actuat sovint en companyia del seu pare o de la seva dona, l'actriu Aishwarya Rai. Finalment s'ha convertit en un dels actors més importants del cinema indi, destacant tant en comèdies romàntiques, com en pel·lícules d'acció o drames.